# ハービー・マン
ハービー・マン（Herbie Mann、1930年4月16日 - 2003年7月1日）は、アメリカのジャズ・フルート奏者。
初期には、テナー・サクソフォーンおよびクラリネット（バスクラリネットを含む）も演奏したが、ジャズの境界を破るフルートのテクニシャン、あるいは「ワールドミュージック」のパイオニアとして、1960年代以降のフルートを用いる最も秀でたジャズ・ミュージシャンと目される。また、プロデューサーとしても積極的で、多くの新人音楽家を発掘した。

## 来歴・音楽活動
ハービー・マンは、ニューヨーク・ブルックリン区でルーマニアとロシアの家系をもつユダヤ人の両親の間に生まれ、ブライトン・ビーチのリンカーン・ハイスクールに通った。キャッツキルズ・リゾートで初めてプロとして舞台に立ったのは15歳のときである。
1950年代、フィル・ウッズらのミュージシャンたちとのコンボに参加してバス・クラリネット、テナー・サックスおよびソロ・フルートを担当したが、20歳を過ぎる頃からはバップ・フルートの第一人者たるべく、この楽器一本に絞る。
彼はフュージョンあるいはワールドミュージックの初期の開拓者とされる。1959年には政府支援のアフリカ旅行に同行してアフロ・キューバン・ジャズのアルバム『フラウティスタ』を録音、1961年にはブラジルに旅しアントニオ・カルロス・ジョビンやギタリストのバーデン・パウエルら現地ミュージシャンを引き連れてレコーディングをするため帰国した。これらのアルバムは欧米において「ボサ・ノヴァ」を大いに流行らせ、彼はしばしばブラジルを題材とする仕事をした。
1960年代の半ばには彼のバンドにまだ若かったチック・コリアを加えて、ニューポート・ジャズ・フェスティバルでのライブは、1965年のチック・コリアをフィーチャーしたアルバム『スタンディング・オヴェイション・アット・ニューポート』に収められ、1967年のパフォーマンスは『ニュー・マン・アット・ニューポート』に収められて、それぞれ記録されるべき演奏としてリリースされた。また、1970年の終わりから1980年代初期にかけては、ニューヨークのライブハウス・ボトムラインやジャズクラブ・ヴィレッジ・ゲイトで、インドの古典弦楽器サロードの名手ヴァサント・レイ（Vasant Rai）とのデュエット演奏を行った。
1969年のヒット・アルバム『メンフィス・アンダーグラウンド』に引き続く、数多くのディスコ・スタイルのスムーズ・ジャズの録音は、純ジャズ主義者からの批判をもたらせはしたが、彼の活躍はジャズにおける関心が衰退するまで続いた。これらのレコーディングに参加したミュージシャンは、歌手シシー・ヒューストン（ホイットニー・ヒューストンの母）、ギタリストであるデュアン・オールマンとラリー・コリエル、ベーシストのドナルド・ダック・ダンとチャック・レイニー、そしてドラマーのアル・ジャクソンとバーナード・パーディらで、いずれもソウル・ミュージックやジャズ界でもよく知られたセッション・プレイヤーの面々である。
この頃、ハービー・マンはジャズ・ミュージシャンには珍しく、数多くのポップ・ヒットの作品保持者であった。彼は1960年代から1970年代にかけて、25枚のアルバムをビルボードのポップ・チャート200に送り込んでいる。また、彼の最もポピュラーなシングル「ハイジャック (Hi-Jack)」は、1975年にビルボードのダンス・チャートにおいて3週間首位の座を勝ち取り、総合シングル・チャートのBillboard Hot 100でも14位のヒットとなった。彼はまた、1978年のカナダ国家の映画制作部門（National Film Board of Canada）におけるアニメ作家イシュ・パテル（Ishu Patel）によるショート・フィルム『Afterlife』のための音楽を提供している。
1969年、彼自身のレーベル「エンブリオ・レコード（Embryo Records）」を設立し、本格的にプロデューサー業務に乗り出す。配給はアトランティックのコティリオン・レコードを通じて行われた。エンブリオは1977年までジャズからロック指向まで様々なアルバムを制作・リリース（Embryo Records参照）してきたが、以降は立ち行かなくなり、後の1990年代に至って「ココペリ・レコード（Kokopelli Records）」が立ち上げられた。
1996年、エイズ基金「レッドホット・オーガニゼイション（RHO）」のためのボサ・ノヴァ・アルバム『Red Hot + Rio』では他の多くの音楽家たちに交じり、オルタナティヴ・ミュージック・バンドのステレオラブと一緒に「One Note Samba/Surfboard」を競演した。
最晩年は前立腺癌との長い闘いの末、2003年5月3日のニューオーリンズ・ジャズ祭への73歳での登場を最後に、その2か月後の7月3日に亡くなった。2004年には、旧友フィル・ウッズとの共演盤『ビヨンド・ブルックリン』が遺作としてリリースされた。

## ディスコグラフィ

### リーダー作品
1950年代
- 『フラミンゴ』 - Flamingo (1955年、Bethlehem)
- 『ハービー・マン-サム・モスト・クインテット』 - The Herbie Mann-Sam Most Quintet (1955年、Bethlehem) ※with サム・モスト
- 『ハービー・マン・プレイズ』 - Herbie Mann Plays (1956年、Bethlehem)
- 『ラヴ・アンド・ザ・ウェザー』 - Love and the Weather (1956年、Bethlehem)
- Mann in the Morning (1956年、Prestige)
- Herbie Mann with the Wessel Ilcken Trio (1956年、Epic)
- Flute Flight (1957年、Prestige) ※with ボビー・ジャスパー
- Flute Soufflé (1957年、Prestige) ※with ボビー・ジャスパー
- Sultry Serenade (1957年、Riverside)
- Salute to the Flute (1957年、Epic)
- Mann Alone (1957年、Savoy)
- 『ヤードバード・スイート』 - Yardbird Suite (1957年、Savoy)
- Great Ideas of Western Mann (1957年、Riverside)
- 『フルート・フラタニティ』 - Flute Fraternity (1957年、Mode Records) ※with バディ・コレット
- The Magic Flute of Herbie Mann (1957年、Verve)
- 『ジャスト・ウェイリン』 - Just Wailin'  (1958年、New Jazz) ※with チャーリー・ロウズ、ケニー・バレル、マル・ウォルドロン
- 『フラウティスタ』 - Flautista! (1959年、Verve)
- 『アフリカン・スイート』 - Herbie Mann's African Suite (1959年、United Artists) ※『St. Thomas』の題もある

1960年代
- Flute, Brass, Vibes and Percussion (1960年、Verve)
- 『コモン・グラウンド』 - The Common Ground (1960年、Atlantic)
- 『ファミリー・オブ・マン』 - The Family of Mann (1961年、Atlantic)
- 『ヴィレッジ・ゲイトのハービー・マン』 - Herbie Mann at the Village Gate (1961年、Atlantic)
- 『ライト・ナウ』 - Right Now (1962年、Atlantic)
- 『ブラジル、ボサノバ＆ブルース』 - Brazil, Bossa Nova & Blues (1962年、United Artists) ※『Brazil Blues』の題もある
- 『ドゥ・ザ・ボサ・ノヴァ』 - Do the Bossa Nova with Herbie Mann (1962年、Atlantic)
- 『リターンズ・トゥ・ザ・ヴィレッジ・ゲイト』 - Herbie Mann Returns to the Village Gate (1963年、Atlantic)
- 『ライヴ・アット・ニューポート』 - Herbie Mann Live at Newport (1963年、Atlantic)
- 『ラテン・フィーヴァー』 - Latin Fever (1964年、Atlantic)
- 『ニルヴァーナ』 - Nirvana (1964年、Atlantic) ※with ビル・エヴァンス・トリオ
- 『マイ・カインダ・グルーヴ』 - My Kinda Groove (1965年、Atlantic)
- 『ドーランの叫び、観客の匂い』 - Herbie Mann Plays The Roar of the Greasepaint – The Smell of the Crowd (1965年、Atlantic)
- 『ラテン・マン』 - Latin Mann (1965年、Columbia)
- 『スタンディング・オヴェイション・アット・ニューポート』 - Standing Ovation at Newport (1965年、Atlantic)
- 『トゥデイ』 - Today! (1966年、Atlantic)
- 『マンデイ・ナイト・アット・ザ・ヴィレッジ・ゲイト』 - Monday Night at the Village Gate (1966年、Atlantic)
- 『アワ・マン・フルート』 - Our Mann Flute (1966年、Atlantic)
- 『ニュー・マン・アット・ニューポート』 - New Mann at Newport (1966年、Atlantic)
- 『中東の印象』 - Impressions of the Middle East (1967年、Atlantic)
- 『男と女』 - A Mann & A Woman (1966年、Atlantic) ※with タミコ・ジョーンズ
- 『ビート・ゴーズ・オン』 - The Beat Goes On (1967年、Atlantic)
- 『ハービー・マン・ストリング・アルバム』 - The Herbie Mann String Album (1967年、Atlantic)
- 『ウェイリング・ダルヴィーシュズ』 - The Wailing Dervishes (1967年、Atlantic)
- 『グローリー・オブ・ラヴ』 - Glory of Love (1967年、A&M、CTI)
- 『ウィンドウズ・オープンド』 - Windows Opened (1968年、Atlantic)
- 『インスピレーション・アイ・フィール』 - The Inspiration I Feel (1968年、Atlantic)
- 『メンフィス・アンダーグラウンド』 - Memphis Underground (1969年、Atlantic)
- 『ウィスキー・ア・ゴー・ゴーのハービー・マン』 - Live at the Whisky a Go Go (1969年、Atlantic)
- Concerto Grosso in D Blues (1969年、Atlantic)
- 『ストーン・フルート』 - Stone Flute (1969年、Embryo)

1970年代
- 『マッスル・ショールズ・ニッティ・グリティ』 - Muscle Shoals Nitty Gritty (1970年、Embryo)
- 『メンフィス・トゥー・ステップ』 - Memphis Two-Step (1971年、Embryo)
- 『プッシュ・プッシュ』 - Push Push (1971年、Embryo)
- 『ミシシッピ・ギャンブラー』 - Mississippi Gambler (1972年、Atlantic)
- 『ホールド・オン、アイム・カミン』 - Hold On, I'm Comin' (1972年、Atlantic)
- Turtle Bay (1973年、Atlantic)
- London Underground (1974年、Atlantic)
- 『レゲエ』 - Reggae (1974年、Atlantic)
- 『ファースト・ライト』 - First Light (1974年、Atlantic)
- 『ディスコティック』 - Discothèque (1975年、Atlantic)
- 『ウォーターベッド』 - Waterbed (1975年、Atlantic)
- 『サプライズ』 - Surprises (1976年、Atlantic)
- 『レゲエ2』 - Reggae II (1976年、Atlantic)
- 『バード・イン・ア・シルヴァー・ケイジ』 - Bird in a Silver Cage (1976年、Atlantic)
- Gagaku & Beyond  (1976年、Finnadar, Atlantic)
- 『ハービー・マン＆ファイア・アイランド』 - Herbie Mann & Fire Island (1977年、Atlantic)
- 『ブラジル・ワンス・アゲイン』 - Brazil: Once Again (1978年、Atlantic)
- 『ディスコ・スーパーマン』 - Super Mann (1978年、Atlantic)
- 『イエロー・フィーヴァー』 - Yellow Fever (1978年、Atlantic)
- 『サンベルト』 - Sunbelt (1979年、Atlantic)

1980年代
- All Blues/Forest Rain (1980年、Herbie Mann Music)
- 『メロー』 - Mellow (1981年、Atlantic)
- Astral Island (1983年、Atlantic)
- See Through Spirits (1985年、Atlantic)
- Jasil Brazz (1987年、RBI)
- 『コーリン・ユー』 - Opalescence (1989年、Kokopelli)

1990年代
- 『パサウェイ・ホーム』 - Caminho De Casa (1990年、Chesky)
- 『ダウン・オン・ザ・コーナー』 - Deep Pocket (1992年、Kokopelli)
- Copacabana (1994年、Saludos Amigos)
- Peace Pieces (1995年、Kokopelli)
- America/Brazil (1997年、Lightyear Entertainment)
- 65th Birthday Celebration: Live at the Blue Note in New York City (1997年、Lightyear Entertainment)

2000年代以降
- African Mann (2000年、Chord Records)
- 『スケッチブックII』 - Sketch Book II (2001年、日本クラウン) ※with 井上信平
- Eastern European Roots (2002年、Lightyear Entertainment) ※with Sona Terra
- 『ビヨンド・ブルックリン』 - Beyond Brooklyn (2004年、MCG) ※with フィル・ウッズ